# Thanatus pagenstecheri
Thanatus pagenstecheri är en spindelart som beskrevs av Embrik Strand 1906. Thanatus pagenstecheri ingår i släktet Thanatus och familjen snabblöparspindlar.
Artens utbredningsområde är Namibia. Inga underarter finns listade i Catalogue of Life.